# Acord de Nkomati
L'acord de Nkomati fou un pacte de bon veïnatge i no-agressió signat el 16 de març de 1984 entre Moçambic i el govern de la minoria blanca de la República Sud-africana.
Es va signar a la ciutat sud-africana de Komatipoort (Nkomati) entre el president moçambiquès Samora Machel i el primer ministre sud-africà Pieter Botha. L'acord establia que Moçambic deixaria de donar suport al Congrés Nacional Africà (CNA, en anglès ANC) i expulsaria als membres del grup del seu territori, i Sud-àfrica deixaria de donar suport a la Renamo. Com que Moçambic no va arribar a expulsar a cap membre del CNA, el govern blanc de la República Sud-africana va continuar donant suport a la Renamo fins pràcticament el final de la guerra civil l'any 1992.